# Abderrahmane Taleb
Abderrahmane Taleb (en kabyle : ⵎoⵀⴰⵏⴷ ⴰⴽⵍⵉ), aussi connu sous son pseudonyme de guerre Mohand Akli, né le 5 mars 1930 dans la Casbah d'Alger, était l’artificier de la Zone autonome d'Alger durant la bataille d'Alger. Il est guillotiné le 24 avril 1958 à la prison de Barberousse (actuelle prison de Serkadji) à Alger.

## Biographie
Né à Sidi Ramdane dans la casbah d'Alger dont les parents sont originaires de l'actuelle commune de Mizrana dans la région de Tigzirt, wilaya de Tizi-Ouzou en Kabylie, Taleb Abderrahmane a fréquenté l'école Fateh, puis l'école Sarrouy à Soustara où il a entre autres comme maître Mohand Lechani avant de rejoindre le collège Guillemin, actuellement lycée Okba, à Bab El Oued où la discrimination raciale ambiante l'oblige à quitter l'établissement et à continuer ses études dans des institutions privées.
Il se présente en candidat libre à l'université d'Alger. Reçu, il s'inscrit à la faculté des sciences afin de poursuivre des études en chimie. 
À l'appel du FLN, il quitte les bancs de la faculté  pour se consacrer à la cause nationale et rejoint le maquis en 1956, dans la wilaya III. 
Puis, à la suite de l'attentat de la rue de Thèbes perpétré le 10 août 1956 par l'ORAF (groupe terroriste anti-indépendantiste) contre les populations civiles algériennes de la casbah, l’étudiant en chimie est affecté à la Zone autonome d'Alger pour fabriquer des explosifs dans des laboratoires de fortune. 
En compagnie de Rachid Kouache, il va monter un atelier clandestin à l'impasse de la grenade dans la Casbah puis un autre à la villa des Roses à El Biar. Mais le 11 octobre 1956, une étincelle va provoquer une explosion qui tue accidentellement son ami et attire l'attention des militaires français sur ses activités. Il trouve alors refuge auprès de ses frères de combat dans les montagnes de Chréa.

### Arrestation, condamnations à mort et exécution
Activement recherché, il est appréhendé en avril 1957  au sud de Blida par le 3e RPC. Considéré comme l'artificier du « réseau bombes » de Yacef Saâdi, il est condamné à la peine de mort par le tribunal permanent des forces armées d'Alger à trois reprises : le 15 juillet (en même temps que Djamila Bouhired, Djamila Bouazza et Abdelghani Marsali), le 19 octobre et le 7 décembre 1957 (en même temps qu'Abdelkader et Jacqueline Guerroudj). En dépit de la mobilisation de nombreuses personnalités (Jean-Paul Sartre, François Mauriac, Henri Lévy-Bruhl, Francisque Gay, Maurice Duverger, Henri Laugier, Pierre Emmanuel etc.) en sa faveur, le président René Coty refuse de le gracier et il est guillotiné le 24 avril 1958, avant le lever de l'aube, dans la cour de la prison de Barberousse. À l'imam désigné par l'administration coloniale pour lui lire la Fatiha en ce jour fatidique, il dit : « Prends une arme et rejoins le maquis! » ou, selon une autre version, « Pose ce livre, prend un fusil et va rejoindre le FLN »,. L'imam, resté bouche bée devant de telles paroles, finira par rejoindre le maquis quelques mois plus tard et mourut martyr (chahid) au champ d'honneur. 

## Suites

### Représailles
Le 9 mai 1958, dans l'après-midi, le FLN fait publier à Tunis le communiqué suivant : « Le 25 avril 1958, le tribunal spécial de l'Armée de libération nationale siégeant sur le territoire algérien a condamné à mort, pour tortures, viols et assassinats, perpétrés contre la population civile de la mechta de Ram-El-Souk (région de La Calle), les militaires français dont les noms suivent : Decourtreix René du 23e régiment d'infanterie, Richomme Robert du 23e régiment d'infanterie, Feuillebois Jacques du 2e spahis algériens. La sentence a été exécutée le 30 avril au matin ». Le Monde voit dans ces exécutions de soldats français datées du lendemain de celle d'Abderrahmane Taleb « une vengeance » tandis que Sylvie Thénault notent le « parfait mimétisme » entre les deux évènements : « accusation criminelle, traduction devant un tribunal, sentence de mort, exécution ». Raphaëlle Branche, qu'elle cite, émet pour sa part l'hypothèse que les soldats français seraient peut-être morts auparavant, d'une autre façon et que le communiqué reveterait donc un caractère purement opportun. Quoi qu'il en soit, une cérémonie funèbre en leur honneur est organisée le 13 mai 1958 devant le monument aux morts d'Alger. Une fois la cérémonie terminée, la foule, arranguée par le leader étudiant Pierre Lagaillarde et Robert Martel, se dirige jusqu'au gouvernement général (abandonné depuis trois jours par le ministre résident, Robert Lacoste) et le prend d'assaut. Ce coup d'État, rapidement récupéré par les gaullistes et les militaires, précipite la chute de la IVe république française et l'établissement de la Ve. 

### Lunettes d'Abderrahmane Taleb
Ses lunettes, si caractéristiques, confisquées peu de temps avant son exécution par l'adjoint et fils du bourreau Maurice Meyssonnier, Fernand Meyssonnier, sont conservées « en souvenir » par ce dernier jusqu'à sa mort en 2008. Avant cette date, le neveu d'Abderrahmane Taleb s'est toujours refusé à les récupérer pour ne pas avoir à serrer la main qui avait tenu la tête tranchée de son oncle quelques décennies auparavant.  
Le 24 avril 2021, à l'occasion d'une cérémonie organisée par le journal El Moudjahid et l'association Machaâl Echahid pour le 63e anniversaire de l'exécution d'Abderrahmane Taleb, l'avocate Fatma-Zohra Benbraham demande que ses lunettes soient restituées à l'Algérie afin qu'elles puissent y être exposées dans un musée.  